# Кубок африканских наций по пляжному футболу
Кубок африканских наций по пляжному футболу (англ. Beach Soccer Africa Cup of Nations) — международный турнир по пляжному футболу, проводимый в Африке, одновременно являющийся квалификационным этапом на чемпионат мира по пляжному футболу для зоны КАФ.
Первый раз чемпионат был проведен в сентябре 2006 года в Дурбане, в Южной Африке. Все последующие чемпионаты проходили там же до 2011 года, когда чемпионат был проведен в Касабланке, Марокко. К участию на чемпионат мира допускаются команды занявшие первые два места. Наиболее успешной в турнире является команда Сенегала, которая пять раз играла в финале и три раза побеждала в нём.
Теперь, когда чемпионат мира проводится раз в два года, квалификация так же проводится раз в два года, начиная с квалификации 2011 года.

## Турниры
| Год  | Место проведения | Финал      | Финал                | Финал        | Матч за 3-е место | Матч за 3-е место       | Матч за 3-е место |
| Год  | Место проведения | Победитель | Счет                 | Второе место | Третье место      | Счет                    | Четвёртое место   |
| ---- | ---------------- | ---------- | -------------------- | ------------ | ----------------- | ----------------------- | ----------------- |
| 2006 | Дурбан           | Камерун    | 5 : 3                | Нигерия      | Египет            | 8 : 3                   | Кот-д’Ивуар       |
| 2007 | Дурбан           | Нигерия    | 6 : 5                | Сенегал      | Кот-д’Ивуар       | 2 : 0                   | ЮАР               |
| 2008 | Дурбан           | Сенегал    | 12 : 6               | Камерун      | Кот-д’Ивуар       | 6 : 3                   | Египет            |
| 2009 | Дурбан           | Нигерия    | 7 : 4                | Кот-д’Ивуар  | Сенегал           | 6 : 4                   | Египет            |
| 2011 | Касабланка       | Сенегал    | 7 : 4                | Нигерия      | Египет            | 4 : 4 (ОТ) (1 : 0) пен. | Мадагаскар        |
| 2013 | Эль-Джадида      | Сенегал    | 4 : 1                | Кот-д’Ивуар  | Марокко           | 7 : 2                   | Нигерия           |
| 2015 | Роше Кайман      | Мадагаскар | 1 : 1 ОТ (2 : 1) пен | Сенегал      | Нигерия           | 9 : 1                   | Кот-д’Ивуар       |
| 2016 | Лагос            | Сенегал    | 8 : 4                | Нигерия      | Египет            | 4 : 1                   | Марокко           |
| 2018 | Шарм-эш-Шейх     | Сенегал    | 6 : 1                | Нигерия      | Египет            | 3 : 2                   | Марокко           |
| 2021 | Сали             | Сенегал    | 4 : 1                | Мозамбик     | Марокко           | 5 : 3                   | Уганда            |
| 2022 | Виланкуло        | Сенегал    | 2 : 2 ОТ (6 : 5) пен | Египет       | Марокко           | 6 : 4                   | Мозамбик          |
| 2024 | Хургада          | Сенегал    | 6 : 1                | Мавритания   | Марокко           | 4 : 3                   | Египет            |

## Распределение мест по странам
| Команда     | Победитель                                         | Второе место               | Третье место               | Четвёртое место      |
| ----------- | -------------------------------------------------- | -------------------------- | -------------------------- | -------------------- |
| Сенегал     | 8 (2008, 2011, 2013, 2016, 2019, 2021, 2022, 2024) | 2 (2007, 2015)             | 1 (2009)                   | -                    |
| Нигерия     | 2 (2007, 2009)                                     | 4 (2006, 2011, 2016, 2019) | 1 (2015)                   | 1 (2013)             |
| Камерун     | 1 (2006)                                           | 1 (2008)                   | -                          | -                    |
| Мадагаскар  | 1 (2015)                                           | -                          | -                          | 1 (2011)             |
| Кот-д’Ивуар | -                                                  | 2 (2009, 2013)             | 2 (2007, 2008)             | 2 (2006, 2015)       |
| Египет      | -                                                  | 1 (2022)                   | 4 (2006, 2011, 2016, 2019) | 3 (2008, 2009, 2024) |
| Мозамбик    | -                                                  | 1 (2021)                   | -                          | 1 (2022)             |
| Мавритания  | -                                                  | 1 (2024)                   | -                          | -                    |
| Марокко     | -                                                  | -                          | 4 (2013, 2021, 2022, 2024) | 2 (2016, 2019)       |
| ЮАР         | -                                                  | -                          | -                          | 1 (2007)             |
| Уганда      | -                                                  | -                          | -                          | 1 (2021)             |

### Страны, проходившие квалификацию
Цифра в скобках показывает сколько раз команда проходила квалификацию и допускалась к участию на чемпионате мира.
- Сенегал (10)
- Нигерия (6)
- Камерун (2)
- Кот-д’Ивуар (2)
- Мадагаскар (1)
- Мозамбик (1)
- Египет (1)
- Сейшелы (1)
- Мавритания (1)

## Результаты на чемпионатах мира
| Команда             | Место | Место | Место | Место | Место | Место | Место | Место | Место | Место | Место | Место | Участий |
| Команда             | 2006  | 2007  | 2008  | 2009  | 2011  | 2013  | 2015  | 2017  | 2019  | 2021  | 2023  | 2025  | Участий |
| ------------------- | ----- | ----- | ----- | ----- | ----- | ----- | ----- | ----- | ----- | ----- | ----- | ----- | ------- |
| Египет              | —     | —     | —     | —     | —     | —     | —     | —     | —     | —     | 12    | —     | 1       |
| Камерун             | 14    | —     | 16    | —     | —     | —     | —     | —     | —     | —     | —     | —     | 2       |
| Кот-д’Ивуар         | —     | —     | —     | 11    | —     | 16    | —     | —     | —     | —     | —     | —     | 2       |
| Мавритания          | —     | —     | —     | —     | —     | —     | —     | —     | —     | —     | —     | *     | 1       |
| Мадагаскар          | —     | —     | —     | —     | —     | —     | 14    | —     | —     | —     | —     | —     | 1       |
| Мозамбик            | —     | —     | —     | —     | —     | —     | —     | —     | —     | 11    | —     | —     | 1       |
| Нигерия             | 9     | 6     | —     | 12    | 6     | —     | —     | 12    | 16    | —     | —     | —     | 6       |
| Сейшельские Острова | —     | —     | —     | —     | —     | —     | —     | —     | —     | —     | —     | *     | 1       |
| Сенегал             | —     | 5     | 9     | —     | 7     | 13    | 11    | 6     | 6     | 4     | 10    | *     | 10      |